# Bryophila microphysa
Bryophila microphysa is een vlinder uit de familie uilen (Noctuidae). De wetenschappelijke naam is voor het eerst geldig gepubliceerd in 1952 door Boursin.
De soort komt voor in Europa.